# Kępice
Kępice este un oraș în județul Słupsk, voievodatul Pomerania, Polonia.